# 两性氧化物
两性氧化物指两性的氧化物，即既可以作为酸也可作为碱的氧化物。在强酸性环境下，它们作为碱；在强碱性环境下，它们则是酸。
一些例子有：
- 氧化铝：
  - 与酸：Al2O3 + 6HCl → 2AlCl3 + 3H2O
  - 与碱：Al2O3 + 2NaOH + 3H2O → 2Na[Al(OH)4]

- 一氧化铅
  - 与酸：PbO + 2HCl → PbCl2 + H2O
  - 与碱：PbO + Ca(OH)2 +H2O → Ca[Pb(OH)4]

- 氧化锌
  - 与酸：ZnO + 2HCl → ZnCl2 + H2O
  - 与碱：ZnO + 2NaOH +H2O → Na2[Zn(OH)4]

铍、钒、铁、钴、锌、锗、锆、锡、锰等元素可生成两性氧化物。